# Frequently Asked Questions About Time Travel
Frequently Asked Questions About Time Travel (auch kurz FAQ About Time Travel) ist eine britische Science-Fiction-Filmkomödie über drei Freunde, die versehentlich in einem britischen Pub durch die Zeit reisen. In dem von BBC Films und HBO Films produzierten Film führte Gareth Carrivick Regie. Er kam im April 2009 im Vereinigten Königreich und Irland in die Kinos, seine Fernsehpremiere feierte er im August 2010 auf BBC Two.

## Handlung
Ray ist ein Nerd und beschäftigt sich viel mit Science-Fiction und Zeitreisen. Gemeinsam mit seinen Freunden, dem Nerd Toby und dem Zyniker Pete, arbeitet er als Hilfskraft in einem Freizeitpark. Als Ray durch seine allzu euphorische Darstellung eines futuristischen Soldaten in einer Attraktion eine Gruppe Kinder verschreckt, wird er fristlos gefeuert. Gemeinsam besuchen Ray, Pete und Toby nach Feierabend einen Kinofilm, wonach sie über den schlechten Film und die sinkende Qualität von Hollywood-Filmen im Allgemeinen diskutieren. Toby erzählt ihnen, dass er selbst viele (bessere) Ideen für Filme hat, die er alle in seinem Notizbuch aufzeichnet. Als er eine von ihnen vorliest, machen sich Ray und Pete jedoch darüber lustig. In einem Pub angekommen verfasst Toby einen Brief an Hollywood, mit Empfehlungen für zukünftige Filmproduktionen. Dann reißt er die Seite aus dem Notizbuch und lässt sie auf dem Tisch liegen.
Ray trifft inzwischen, als er Bier holen geht, auf eine junge Frau namens Cassie. Sie erzählt ihm, dass sie eine Zeitreisende aus der Zukunft sei und sich freue, Ray persönlich kennenzulernen. Ray hält dies für einen Scherz seiner Freunde, lässt sich aber auf ein Gespräch mit Cassie ein. Cassie erzählt, dass sie dafür zuständig ist, Zeit-Lecks zu beseitigen und böswillige Zeitreisende zu stoppen, die versuchen, den Lauf der Geschichte zu ändern. Sie ermorden berühmte Leute auf dem Höhepunkt ihrer Karriere, so dass sie ihren Höhepunkt niemals überschreiten werden. Als Ray zu Pete und Toby zurückkehrt, berichtet er ihnen von seiner neuen Bekanntschaft; es stellt sich jedoch heraus, dass es kein Streich der beiden war.
Pete verlässt die beiden und sucht die Toilette des Pubs auf. Als er zurückkommt, hat sich der Pub dramatisch verändert: Der Raum ist verwüstet, alle Anwesenden sind tot. Er findet auch seine eigene Leiche, die einen Vollbart trägt. Verstört flüchtet er wieder in die Toilette. Als er sich wieder herauswagt, ist draußen alles wieder normal. Fassungslos berichtet er seinen Freunden und betritt zusammen mit ihnen nochmals die Toilette, um sie von seinem Erlebnis zu überzeugen. Als sie die Toilette wieder verlassen, finden sie sich eine halbe Stunde in der Vergangenheit wieder. Von der Realität von Zeitreisen überzeugt, fällt Ray ein, dass Cassie zu dieser Zeit noch im Pub sein muss. Sie glaubt jedoch, den ursprünglichen Ray vor sich zu haben, mit dem sie gerade gesprochen hatte und verlässt den Pub. Nur eine Sekunde später tritt sie wieder durch die Tür, in anderer Kleidung und mit veränderter Haarfarbe. Sie erklärt, dass für sie sechs Monate vergangen seien, seit sie den Pub verließ. Man hat in der Zukunft erkannt, dass hier etwas mit dem Zeitablauf schiefgelaufen sei und habe dies nun repariert. Während ihres Gesprächs wird offensichtlich, dass beide zueinander hingezogen sind. Nachdem sie wieder verschwunden ist, verstecken die drei sich im Wandschrank, um die restliche Zeit bis zu ihrer eigentlich Gegenwart dort abzuwarten. Als sie wieder herauskommen, können sie sich selbst dabei beobachten, wie sie gerade die Herrentoilette betreten.
Um sich nicht selbst zu begegnen, benutzen sie nun die Damentoilette. Doch das Zeitproblem ist offensichtlich nicht gelöst, denn als sie aus der Damentoilette herauskommen, finden sie sich in einer verlassenen, heruntergekommenen zukünftigen Version des Pubs wieder. Pete dreht daraufhin auf dem Fuße um und betritt die Damentoilette wieder. Bevor Ray und Toby ihm folgen können, taumelt nur Sekunden später ein bärtiger, heruntergekommener Pete aus der Herrentoilette und warnt sie, die Damentoilette nicht zu betreten. Aus seinen bruchstückhaften Berichten wird klar, dass er längere Zeit durch die Zeit geirrt ist. Beide Toilettenräume nutzend fand er schließlich wieder zu seinen beiden Freunden. Sie finden sich in einer fernen Zukunft wieder, in der die verlassene, zerstörte Stadt draußen von einer dicken Ascheschicht bedeckt ist. Sie suchen sich primitive Waffen und finden ein paar heruntergekommene Klamotten, die sie anziehen. Während Ray nur zu gern diese Zukunft erkunden würde, möchten Toby und Pete nur wieder in ihre eigene Zeit zurück. An der Außenwand des Pubs erwartet sie eine weitere Überraschung: Ein klassisches Gemälde der drei Freunde, auf dem sie ihre jetzigen, heruntergekommenen Klamotten tragen. Verschreckt durch Geräusche, die auf eine Art Monster hindeuten, flüchten sie wieder in die Herrentoilette.
Nicht lange, und ihre früheren Ichs betreten die Toilette. Während sie sich in einer Toilettenkabine verstecken, verlassen ihre früheren Ichs die Toilette wieder (es ist ihre erste Zeitreise). Als sie die Toilette selbst wieder verlassen und den Garten des Pubs betreten, finden sie sich auf einer Party wieder, deren Teilnehmer alle genau wie die drei Freunde gekleidet sind. Es ist eine Fan-Party zu ihren Ehren. Und auch das Wandgemälde aus der Zukunft existiert hier bereits. Ohne die Staubschicht können sie nun erkennen, dass es sie an ihrem Tisch im Pub zeigt und Tobys Abbild gerade etwas auf einen Zettel schreibt. Die drei folgern, dass es wohl der Inhalt dieses Zettels ist, der sie berühmt machen wird. Es handelt sich um die Rückseite von Tobys Brief an Hollywood, den er auf dem Tisch zurückließ. Bevor sie mehr erfahren, taucht eine weitere Zeitreisende auf, die sich als Millie vorstellt und angibt, Cassies frühere Ausbilderin zu sein. Sie hilft ihnen, in ihre eigene Zeit zurückzukehren und verrät ihnen, dass sie in der Zukunft große Berühmtheit erlangen werden.
Sie erreichen wieder ihre eigentliche Gegenwart, etwa eine Stunde vor ihrer ersten Zeitreise. Gemeinsam nehmen sie in der Nähe ihrer früheren Ichs Platz und beobachten diese heimlich. Nachdem ihre früheren Ichs aufgestanden sind um die Toilette zum ersten Mal aufzusuchen, nehmen die drei Platz an ihrem alten Tisch und lesen den Zettel (den Inhalt erfährt der Zuschauer jedoch nie). Ray verlässt den Pub, um diesmal im Garten Wasser zu lassen und trifft dort auf Cassie, für die erneut sechs Monate vergangen sind. Er erzählt ihr von ihren Erlebnissen und Millies Hilfe. Doch Cassie kennt keine Millie und sie erkennt, dass es sich um eine Zeitreisende handeln muss, die geschickt wurde, um Toby auf dem Höhepunkt seines Schaffens umzubringen. Beide kehren in den Pub zurück.
Ray, Pete und Toby erkennen, dass ihr Leben vom Inhalt des Zettels abhängt. Dieser wird sie zwar berühmt machen, doch da sein Inhalt der kreative Höhepunkt ihres Lebens sein wird, will Millie sie genau hier und jetzt umbringen. Ray und Pete versuchen deshalb den Zettel zu verbrennen, doch Toby ist seine Aussicht auf ewigen Ruhm wichtiger und er versucht sie daran zu hindern. Nun betritt Millie die Bar und hindert Ray und Pete an der Zerstörung des Zettels. Ray und Cassie gelingt es nicht, Millie mit einer Täuschung zur Flucht zu verleiten. Sie lässt Toby nun die Wahl: Entweder vernichtet er den Zettel und lebt ein langes, bedeutungsloses und anonymes Leben, oder er stirbt hier und jetzt als Legende, dessen Ruhm noch lange Zeit anhalten wird. Da Toby sich nicht entscheiden kann, greift Pete nach dem Zettel und wird von Millie daraufhin mit einem Energieblitz verwundet. Toby hat nun seine Entscheidung gefasst und lehnt Millies Angebot ab. Er versucht mit Rays Hilfe den Zettel zu zerstören, doch Millie verhindert dies, indem sie eine heftige Energieentladung aus ihren Händen verschießt, die Toby, Pete, Cassie und alle anderen Anwesenden im Pub tötet. Millie verschwindet zufrieden aus dem zerstörten Pub, während der Zettel sanft auf dem Tisch landet.
Nur Ray hat den Angriff schwer verletzt überlebt. Mit letzter Kraft versucht er, den Zettel doch noch zu zerstören, während das frühere Ich von Pete den Raum betritt und auf seine eigene Leiche starrt. Während Pete wieder in die Toilette flieht, gelingt es Ray mit letzter Kraft, ein Glas Bier auf den Zettel zu kippen und damit den Inhalt unkenntlich zu machen. Augenblicklich verändert sich die Zeitlinie und die Realität. Die Vernichtung des Zettels hat zur Folge, dass der Inhalt in der Zukunft nie bekannt wird und die Freunde niemals berühmt werden. Hierdurch gab es für Millie nie einen Grund, in den Zeitablauf einzugreifen und Toby zu töten. Ray, Pete und Toby finden sich an ihrem Tisch wieder und alles ist wieder im normalen Zustand. Ihre Zeitreisen sind ausgelöscht, da die Zeitlinie verändert wurde. Doch sie haben alle ihre Erinnerungen an ihr Abenteuer behalten und freuen sich darüber, am Leben zu sein.
Doch ihr Abenteuer ist noch nicht vorbei. Auf dem Rückweg vom Pub erscheint auf einmal ein leuchtendes Portal, aus dem Cassie heraustritt. Ray und Cassie fallen sich in die Arme und küssen sich. Überrascht erfährt Ray, dass er in dieser geänderten Zeitlinie bereits zwei Jahre lang mit Cassie ausgeht. Cassie erklärt ihnen, dass Rays Zerstörung des Zettels mit einem Glass Bier enorme Auswirkungen auf die Raumzeit hatte und zu vielen Zeitlecks führte. Es bleiben ihnen nur noch 14 Stunden, um die Zerstörung der Erde abzuwenden. Pete und Toby lehnen zuerst dankend ab, doch Ray kann seine Freunde überzeugen und gemeinsam springen sie in das Energieportal zu einem Paralleluniversum. Nach dem Abspann ist Ray in einer kurzen Szene zusammen mit zwei Petes zu sehen und zwei identische Tobys jagen einander über die Straße.

## Produktion
Der Film ist eine Ko-Produktion der englischen BBC Films und dem amerikanischen Kabelsender HBO.
Regisseur Gareth Carrivick erhielt das Drehbuch zum Film durch seinen Agenten, der auch den Drehbuchautoren Jamie Mathieson vertrat. Carrivick war zu diesem Zeitpunkt auf der Suche nach einem Drehbuch für seine erste Kino-Produktion. Zusammen mit den Produzenten Neil Peplow und Justin Smith verbrachte man ein Jahr mit der Fertigstellung des Drehbuchs.
John Pardues Kameraführung und im Besonderen die Beleuchtung wurden stark von Gregory Crewdsons Fotografiebuch Twilight beeinflusst.
Die Innenaufnahmen des Pubs wurden in den Pinewood Studios gedreht. Aus wirtschaftlichen Gründen wurde in High Definition Video statt auf 35-mm-Film gedreht. Zum Einsatz kam eine Arriflex D-20.

## Veröffentlichung und Ausstrahlung
Der Film kam im April 2009 im Vereinigten Königreich und Irland in die Kinos, international wurde er nicht veröffentlicht. Am ersten Wochenende spielte der Film 14.188 britische Pfund (etwa 17.000 €) ein.
2010 erschien Frequently Asked Questions About Time Travel auf DVD (Regionalcode 2). Die Free-TV-Premiere lief am 1. August 2010 auf BBC Two, wo er mit 1,03 Millionen Zuschauern eine Einschaltquote von 8,6 % erreichte. In den USA wurde er am 10. August 2010 auf HBO ausgestrahlt.

## Rezeption
Der Film erhielt sowohl wohlwollende als auch recht negative Kritiken. Auf der Website Rotten Tomatoes hat er eine Bewertung von niedrigen 35 %.
Edward Porter von der Sunday Times schreibt, dass der Film zwar einige gute Ideen habe, aber zu viele Fragen offenblieben. Er vergab 2 von 5 Sternen. In seiner Kritik für die Schwesterzeitung The Times vergleicht Dominic Wells den Film mit einem Mini Cooper: klein, aber flink und trotz der Ko-Produktion mit der amerikanischen HBO Films sehr britisch. Er lobt außerdem die Wendungen der Handlung und vergab 3 von 5 Sternen.
Mark Adams beschreibt den Film auf Mirror.co.uk als packende Komödie, die sich aber wie ein verlängerter Fernseh-Pilotfilm anfühle. Er lobte, dass es genügend lustige Szenen gebe, die den Film erfrischend von normalen britischen Filmen abheben.
In seiner Kritik für The Guardian nennt Peter Bradshaw den Film dagegen den „schlechtesten Film der Woche“. Anna Faris’ natürlicher Sex-Appeal und Freude würde im grellen Licht eines Pubs in diesem unkomischen britischen Film dahinwelken. Er vergab 1 von 5 Sternen.
Anthony Quinn gibt dem Film in seiner Kurzkritik für The Independent 2 von 5 Sternen. Er schreibt, dass der Film zwar einen oder zwei lustige Momente habe, die ihn aber nicht über 90 Minuten tragen könnten.